# John P. Slough
Pour les articles homonymes, voir Slough (homonymie).
John Potts Slough (1er février 1829 - 17 décembre 1867) était un homme politique américain, avocat, général de l'Union pendant la guerre de Sécession et juge en chef du Nouveau-Mexique. Il a commandé les forces de l'Union à la bataille de Glorieta Pass.

## Jeunesse et carrière
Slough est né à Cincinnati, dans l'Ohio. Il est devenu avocat puis a exercé le droit à Cincinnati avant d'être élu à l'Assemblée générale de l'Ohio. Pendant cette législature, il frappa un autre représentant et fut exclu de l'Assemblée. En 1860, il s'installe à Denver au Colorado et continue à pratiquer le droit, devenant l'un des avocats les plus distingués de la ville.

## Guerre de Sécession
En 1861, la guerre de Sécession commence et Slough rejoint les forces de l'Union en tant que capitaine du 1er régiment d'infanterie "Pike's Peakers" du Colorado. Les membres de son régiment étaient initialement sceptiques quant à sa loyauté envers l'Union en raison de son association avec le parti démocrate. En août 1861, Slough est nommé colonel du régiment. En 1862, l'armée confédérée envahit le territoire du Nouveau-Mexique. Venant au secours des forces de l'Union au Nouveau-Mexique, Slough dirige alors son régiment vers Fort Union et, en tant qu'officier supérieur, assume le commandement du poste.
Slough reçoit comme ordres du colonel Edward RS Canby , commandant la zone du Nouveau-Mexique, de rester à Fort Union. Une force confédérée sous William Read Scurry se déplace alors pour prendre Fort Union. Désobéissant aux ordres, Slough donna l'ordre à la garnison de se diriger vers Glorieta Pass pour intercepter Scurry. Slough et Scurry commencèrent à s'affronter dans un combat indécis à la bataille de Glorieta Pass. Les Texans repoussaient les Coloradiens, mais la bataille tournait à une victoire de l'Union après que Slough eut envoyé le major John M. Chivington dans une attaque de flanc, qui détruisit le train de ravitaillement des Confédérés. La bataille fut considérée comme une victoire stratégique de l'Union, mais une victoire tactique des Confédérés.
Après la bataille, Canby envoie à Slough l’ordre de retourner immédiatement à Fort Union. Conscient d'avoir désobéi aux ordres en quittant Fort Union, il démissionne de sa charge. Slough se rend alors à Washington, DC, où il reçoit le commandement d'une brigade dans la vallée de Shenandoah au engagée dans la campagne de la vallée de Shenandoah de Stonewall Jackson en 1862. Ses troupes étaient postées à Harpers Ferry et ne participèrent guère aux affrontements. Il fut nommé brigadier général des volontaires le 25 août 1862 puis gouverneur militaire d'Alexandria, Virginie. Pendant le reste de la guerre, il commanda le district d'Alexandrie. En décembre 1862, il siégea à la cour martiale qui condamna le major général Fitz John Porter pour désobéissance et inconduite.

## Carrière après-guerre
À la fin de la guerre civile en 1865, Slough fut nommé juge en chef de la Cour suprême du Nouveau-Mexique par le président des États-Unis, Andrew Johnson. Compétent et doté d'un tempérament fougueux, il fut chargé de lutter contre la corruption, mais les observateurs pensaient qu'il était trop sévère à ce sujet. Il essayait de briser le système de clientélisme caractéristique des tribunaux du Nouveau-Mexique. Beaucoup demandèrent son renvoi, en particulier après une décision prise en février 1867 contre le système paysan (les peones) du Nouveau-Mexique qui, selon lui, ressemblait à l'esclavage qu'il avait combattu pendant la guerre civile.
En 1867, William Logan Rynerson, membre du Conseil législatif territorial, prit part à une campagne pour destituer le juge, amenant Slough à le diffamer publiquement. Le lendemain, Rynerson dégaina une arme à feu contre le juge à Santa Fe et cria : « Prends ça en retour ». Ce à quoi Slough répondit « tire et sois damné ! ». Rynerson fit feu, blessant mortellement Slough. Celui-ci parvint à dégainer un Derringer mais ne put faire feu. Il mourut peu de temps après.
Lors de son procès, Rynerson fut déclaré non coupable (pour des raisons de légitime défense), mais beaucoup pensèrent que les procédures judiciaires étaient corrompues. Aucun responsable fédéral n'a toutefois tenté d'intervenir dans le procès. Selon l'historien Richard Henry Brown, l'assassinat de Slough « a contribué à affirmer la position du Nouveau-Mexique comme », apparemment seul endroit où l'assassinat devint une partie intégrante du système politique.